# Gajus Gracchus
Gajus Sempronius Gracchus (ca. 154 f.Kr. – 121 f.Kr.) var en reformistisk romersk politiker og soldat, der levede i det 2. århundrede f.Kr. Han er mest berømt for at have tjent som plebejertribun for årene 123 og 122 f.Kr., hvor han foreslog et bredt sæt af love. Disse lovforslag omfattede blandt andet at etablere kolonier uden for Italien, engagere sig i yderligere jordreformer, reformere retssystemet samt systemet for provinsopgaver og skabe en subsidieret kornforsyning til Rom.
Året efter han havde tjent sin sidste periode som plebejertribun (i 121 f.Kr.) anvendte hans politiske fjender politisk uro – som han og hans politiske allierede havde forårsaget – som en undskyldning for at erklære undtagelsestilstand og marchere mod hans tilhængere, hvilket i sidste ende ledte til Gajus' død. Efter hans død blev hans politiske allierede udrenset i en række retssager, men det meste af hans lovgivning forblev urørt.
Hans bror var reformatoren Tiberius Sempronius Gracchus. Begge – sammen kendt som Gracchus-brødrene – var sønner af Gracchus, som var konsul i 177 og 163 f.Kr.